# Concord (jogo eletrônico)
Concord foi um jogo eletrônico do gênero hero shooter em primeira pessoa, desenvolvido pela Firewalk Studios e publicado pela Sony  Interactive Entertainment para PlayStation 5 e Windows em 23 de agosto de 2024. No dia 29 de outubro de 2024 o jogo foi oficialmente encerrado pela Sony Interactive Entertainment juntamente com sua desenvolvedora Firewalk Studios.

## Jogabilidade
Concord, era um hero shooter de jogador contra jogador de ficção científica, jogado em uma perspectiva de primeira pessoa. O jogo apresenta uma variedade de personagens alienígenas, cada um com habilidades diferentes, como pernas robóticas para saltos mais altos e pele de diamante para maior absorção de danos. Um dos grupos dos jogo é conhecido como Freeguners, que são mercenários. Algumas das mecânicas do jogo incluem equipamento especiais, como plataformas de cura e minas de contato, que permanecem não apenas entre as mortes mas também entre diferentes rodadas.
Os cinco personagens jogáveis revelados inicialmente são Vale, Haymar, Star Child, Lennox e o robô 1-Off. No lançamento, o jogo contava com 16 personagens e seis modos de jogo. A publicadora afirmou que o jogo também receberá atualizações gratuitas após o lançamento para adicionar mais personagens, mapas, histórias e muito mais. Toda semana, o jogo incluirá novas cenas que mostrarão o que os personagens de Concord estão fazendo fora do jogo na galáxia homônima. As cenas contarão uma história contínua, com os personagens recebendo seus próprios arcos narrativos.

## Desenvolvimento e lançamento
Concord é o primeiro jogo desenvolvido pela Firewalk Studios, que foi fundada em 2018. A Firewalk inicialmente desenvolveu Concord em colaboração com a sua empresa-mãe, a ProbablyMonsters, até que o estúdio foi adquirido pela Sony Interactive Entertainment em abril de 2023.
A Firewalk Studios anunciou oficialmente Concord durante uma apresentação da marca PlayStation em 22 de maio de 2023, com um trailer de computação gráfica. Segundo a Push Square, o anúncio do jogo durante a apresentação foi "divisivo". Uma versão beta aberta ao público foi lançada em 18 de julho de 2024 para PlayStation 5 e Windows e "teve dificuldades para atrair um público no PC" segundo a Push Square, com um pico de 2.388 jogadores em simultâneo na Steam durante o primeiro dia.
O jogo foi lançado para PlayStation 5 e Windows em 23 de agosto de 2024.

## Recepção
Concord foi recebido de forma "mista ou moderada" pela crítica especializada, de acordo com o agregador de críticas Metacritic. No OpenCritic, o jogo foi recomendado por 26% dos críticos, recebendo uma nota média agregada de 65 de 100.
Sammy Barker, da Push Square, escreveu que "a estreia da Firewalk pode não ser de outro mundo, mas é genuinamente boa no geral." Giovanni Colantonio, da Digital Trends, o classificou com 3 de 5 estrelas e afirmou que "Concord tem os ossos de um jogo multijogador divertido, mas está faltando a carne." Jordan Middler, da Video Games Chronicle, também o classificou com 3 de 5 estrelas, criticando o preço de 40 dólares do jogo e aconselhando os jogadores a esperarem até que o jogo estivesse disponível no PlayStation Plus. Rick Lane, da Eurogamer, atribuiu sua classificação mediana ao design e à escrita "confusos" dos personagens, explicando que "os heróis visualmente parecem desenhados de forma insuficiente ou excessiva."
Segundo o Metacritc , a nota de usuários para concord foi de 1.7/10.

### Vendas
A GamingBolt relatou que Concord teve dificuldades para atrair jogadores, com um pico de apenas 697 jogadores em simultâneo na Steam, um número baixo para um grande lançamento e ainda mais baixo do que as estatísticas de sua versão beta. A PCGamesN citou a dificuldade do jogo para se diferenciar em um mercado altamente saturado, dominado por jogos gratuitos como Overwatch 2 e Valorant, como um fator-chave para o baixo número de jogadores.
Uma semana após o seu lançamento, o jogo ficou na 42ª posição entre os jogos mais vendidos da PlayStation Store e na 511ª posição da mesma lista da Steam, esta com um número de jogadores ativos medido em 162 em 29 de agosto. Analistas de mercado estimaram que, menos de uma semana após o seu lançamento, o jogo havia vendido cerca de 25 mil unidades, sendo 10 mil na Steam e 15 mil para PlayStation 5.
Por conta das baixas vendas e da opinião negativa do público em relação ao jogo, a PlayStation por meio de seu blog informou em 3 de setembro que iria temporariamente desligar os servidores no dia 6 de setembro, com reembolso integral para todos os jogadores, independentemente da plataforma.

## Adaptações
Em agosto de 2024, foi revelado que o jogo seria adaptado em um episódio da série antológica de animação adulta Secret Level, criada por Tim Miller.